# 미이리촌
미이리촌(三入村)은 히로시마현 아사군에 설치되었던 촌이다. 1955년 3월 31일 가베정, 가메야마촌, 미이리촌, 오바야시촌 등 4개 정·촌이 합병, 가베정을 신설하고 폐지되었다.